# Coonceil ny Gaelgey
Il Coonceil ny Gaelgey (in inglese Manx Gaelic Advisory Council) è l'organismo regolatore responsabile della tutela e della promozione della lingua mannese.
Il Coonceil fu istituito nel dicembre del 1985 come sub-comitato della Manx Heritage Foundation. Esso è responsabile anche della traduzione in mannese dei nomi delle amministrazioni pubbliche e dei dipartimenti governativi e della toponomastica stradale, oltreché della creazione di neologismi per sostituire vocaboli o frasi troppo moderne non esistenti in mannese.
Esso inoltre supporta e promuove le organizzazioni pubbliche, private e di volontariato che utilizzano la lingua mannese e salvaguardano la cultura dell'isola.